# Sankt Javelin
Sankt Javelin (im englischen Original Saint Javelin, ukrainisch Свята Джавеліна ‚Heilige Javelina‘) ist ein Internet-Meme, bei dem eine ikonenhaft dargestellte Heilige moderne Waffen trägt, die im Rahmen des russischen Überfalls auf die Ukraine 2022 zum Einsatz kamen, insbesondere die namensgebende Panzerabwehrwaffe Javelin. Das Meme wurde von dem Journalisten Christian Borys während der russischen Invasion erfunden und erlangte internationale Bekanntheit. Es wird zudem für Merchandising-Produkte genutzt und brachte so über eine Million US-Dollar ein, die an humanitäre Hilfsorganisationen in der Ukraine gespendet wurden.

## Hintergrund
Das Meme wurde von dem kanadisch-ukrainischen Journalisten Christian Borys entworfen. Ursprünglich sollte es nur für Aufkleber verwendet werden, deren Verkaufsumsätze an ukrainische Hilfsorganisationen gespendet werden sollten. Im Internet ging das Meme daraufhin als Symbol für den ukrainischen Widerstand gegen die russischen Invasoren viral. Borys arbeitet mittlerweile in Toronto, berichtete aber während des Beginns des Russisch-Ukrainischen Kriegs 2014 als freier Reporter für verschiedene Länder aus der Ukraine.

## Meme
Das Meme zeigt eine stilisierte Madonna, die in ihren Händen einen Raketenwerfer hält. Manche Quellen halten die Darstellung im Stil einer traditionellen orthodoxen Ikone fälschlicherweise für Maria Magdalena oder Olga von Kiew. Während die orthodoxe Madonna in der Kunst immer ein Jesuskind in ihren Armen hält, wurde dieses im Meme durch einen Raketenwerfer ersetzt. Die Gegenüberstellung des traditionellen Marienbildnisses mit einer Panzerabwehrwaffe ist Grundlage für den Humor hinter dem Meme. Auf diese Art wurden bereits zahlreiche ähnliche Abbildungen entworfen, bei denen Madonnen oder vergleichbare Figuren ebenfalls moderne Gegenstände halten, wie etwa Sneaker.
Bei der dargestellten Waffe handelt es sich um die FGM-148 Javelin aus US-amerikanischer Herstellung. Die Panzerabwehrwaffe wird im Russisch-Ukrainischen Krieg in großer Zahl von der ukrainischen Armee verwendet, um gepanzerte russische Fahrzeuge auszuschalten. Die Kleidung der Madonna ist zudem in Anlehnung an die Uniformen der ukrainischen Armee in dunklem Grün gehalten. Der Heiligenschein war in frühen Versionen zunächst rot, wurde später jedoch in die ukrainischen Nationalfarben gelb und blau geändert.
Das Design des Memes wurde von dem in Lwiw lebenden Grafikdesigner Jewhen Schalaschow entworfen, der sich an der Darstellung der Madonna der Kalaschnikow orientierte, eines Gemäldes des US-amerikanischen Künstlers Chris Shaw. Shaw selbst war überrascht von dem Erfolg des Memes. Und obwohl die Veränderung seines Werks ohne seine Erlaubnis erfolgte, beurteilt er das Ergebnis als positiv, da es für humanitäre Zwecke genutzt werde.

## Kampagne
Christian Borys arbeitete zunächst mit der ukrainischen Hilfsorganisation Help us Help zusammen und spendete sämtliche Einnahmen aus dem Verkauf von Sankt-Javelin-Aufklebern an diese, um vom Krieg betroffene Kinder und Waisen zu unterstützen. Im März 2022 teilte Borys mit, dass er sich nunmehr in Vollzeit um die Marke Saint Javelin kümmern und auch Personal einstellen wolle, damit nach dem Kriegsende Hilfe beim Wiederaufbau geleistet werden kann. Dabei nahm Borys zu dem Zeitpunkt bereits über eine Million US-Dollar ein. Täglich seien zudem über eintausend Aufträge eingegangen. Die Einnahmen bestimmter Artikel sind für die Unterstützung spezieller Bereiche vorgesehen: So werden alle Einnahmen der „Regenbogen-Kollektion“ an Organisationen gespendet, die sich für die Rechte der LGBTQ+-Personen einsetzen.
Aufgrund der großen Beliebtheit von Sankt Javelin wurde die Produktpalette stark vergrößert. Zudem wurde weitere „Heilige“ hinzugefügt, deren Namen zumeist ebenfalls auf moderne Kriegswaffen verweisen, wie etwa Sankt HIMARS. Auch werden Artikel verkauft, die besondere Momente im Kriegsverlauf darstellen. Dazu zählt der Funkspruch der ukrainischen Besatz der Schlangeninsel an die beiden russischen Kriegsschiffe als Antwort auf deren Angebot zur Kapitulation („Russisches Kriegsschiff, f*** dich …!“), aber auch die Aktivität der NAFO im Internet zur Bekämpfung russischer Propaganda.
Bei der Herstellung der Sankt-Javelin-Produkte sollten zudem vermehrt Personen direkt aus der Ukraine involviert werden, um diese mit Jobs zu versorgen.

## Kritik

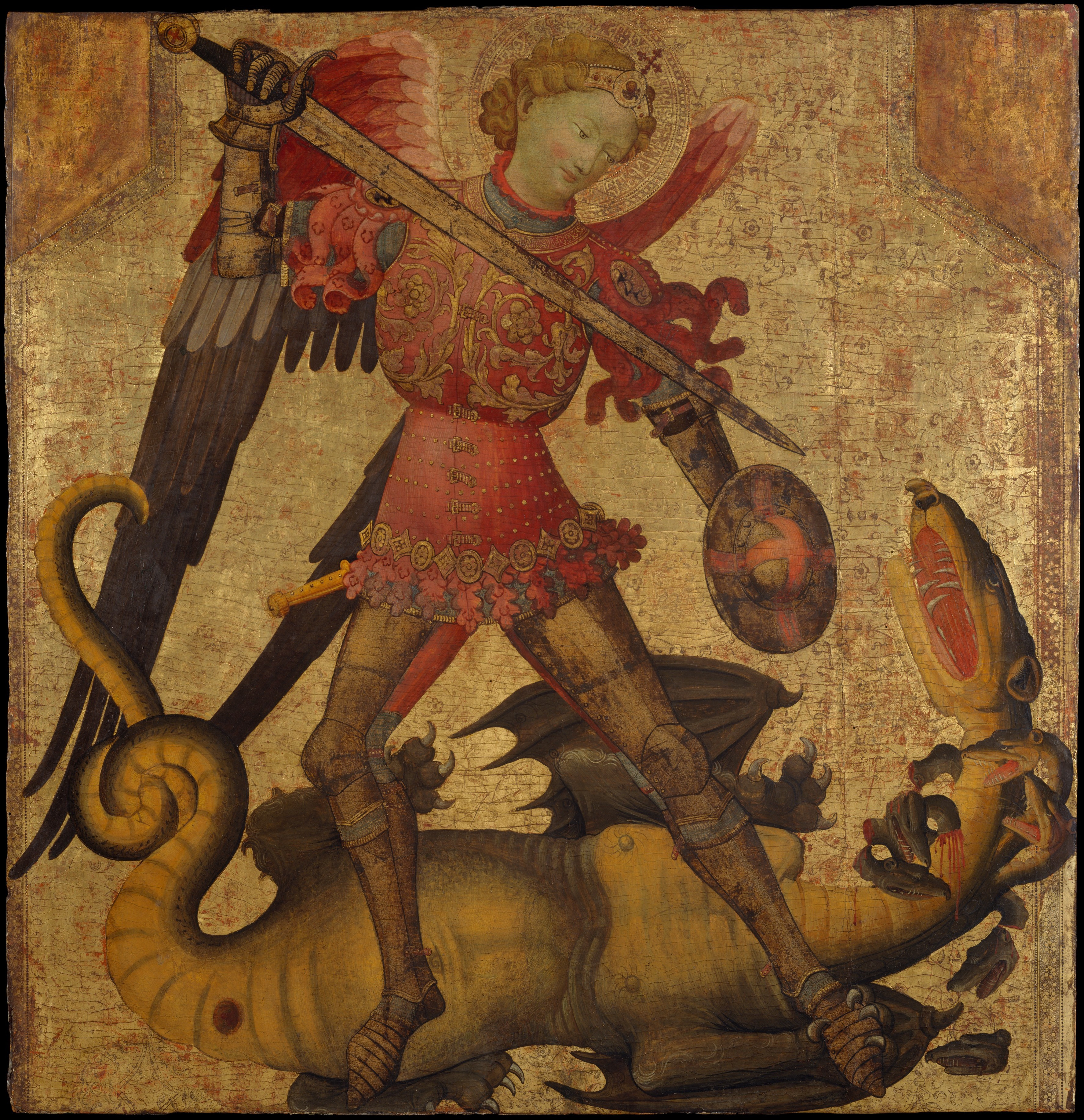
Erzengel Michael mit einem Schwert

Im Mai 2022 erstellte die auf großformatige Wandbilder spezialisierte Künstlergruppe Kailas-V im Auftrag von Christian Borys’ Kampagne auf einer Hochhauswand in Kiew ein 10 Meter breites und 20 Meter hohes Wandgemälde von Sankt Javelin. Es löste eine innerukrainische Debatte aus. Der Allukrainische Rat der Kirchen und religiösen Organisationen (UCCRO) wandte sich an Bürgermeister Vitali Klitschko und Präsident Wolodymyr Selenskyj und forderte Respekt vor religiösen Überzeugungen gemäß den Normen der ukrainischen Gesetzgebung, zumal eine Hochhauswand zum öffentlichen Raum gehöre. Der Protest von UCCRO bewirkte, dass der rote Heiligenschein durch einen hellblau-gelben Nimbus ersetzt wurde, so dass die Frauenfigur nicht mehr nur als Muttergottes, sondern auch als Personifikation der Ukraine interpretierbar sein soll. Christian Borys wies auf die besondere Bedeutung des Memes für die ukrainische Bevölkerung während der russischen Invasion hin und erklärte, religiöse Ikonen würden oft mit Waffen dargestellt, wie etwa der meist mit Schwert gezeigte Erzengel Michael. In der Vergangenheit seien während Kriegen schon oft religiöse Ikonen als Quelle für moralische Unterstützung genutzt worden.